# دوق أكبر
لقب الدوق الأكبر (باللاتينية Magnus Dux ؛ بالإسبانية Gran Duque ؛ بالروسية Великий Князь ؛ بالألمانية Großherzog، بالإيطالية Gran Duca ؛ بالفرنسية Grand-duc ؛ بالبرتغالية Grão-duque ؛ بالفنلندية Suurherttua ؛ بالبولندية Wielki Książę ؛ بالمجرية nagyherceg ؛ بالسويدية Storhertig ؛ بالهولندية Groothertog ؛ بالدانماركية Storhertug ؛ بالليتوانية Didysis Kunigaikštis) استخدم في أوروبا الغربية وخاصة في البلدان الجرمانية ملوك المقاطعات، وهو من بروتوكوليا أقل من الملك ولكنه أعلى رتبة من سيادة الدوق (herzog) أو الفورست (fürst).